# Miasta Laosu
Według danych oficjalnych pochodzących z 2009 roku Laos posiadał ponad 20 miast o ludności przekraczającej 3 tys. mieszkańców. Stolica kraju Wientian jako jedyne miasto liczyło ponad 100 tys. mieszkańców; 2 miasta z ludnością 50÷100 tys.; 4 miasta z ludnością 25÷50 tys. oraz reszta miast poniżej 25 tys. mieszkańców.

## Największe miasta w Laosie
Największe miasta w Laosie według liczebności mieszkańców (stan na 01.07.2009):
| L.p. | Miasto        | Prowincja           | Liczba ludności |
| ---- | ------------- | ------------------- | --------------- |
| 1.   | Wientian      | Prefektura Wientian | 196 731         |
| 2.   | Pakxé         | Champasak           | 88 332          |
| 3.   | Savannakhét   | Savannakhét         | 66 553          |
| 4.   | Luang Prabang | Luang Prabang       | 47 378          |
| 5.   | Sam Neua      | Houaphan            | 38 992          |

## Alfabetyczna lista miast w Laosie
- Attapu
- Ban Houayxay
- Ban Mouang Cha
- Ban Nahin
- Ban Phone
- Champasak
- Louang Namtha
- Luang Prabang
- Muang Phôn-Hông
- Muang Xaignabouli
- Muang Xay
- Pakxan
- Pakxé
- Pek
- Phôngsali
- Phonsavan
- Sam Neua
- Saravane
- Savannakhét
- Thakhek
- Vang Vieng
- Wientian